# های-رز استودیوز
های-رز استودیوز (به انگلیسی: Hi-Rez Studios) یک شرکت خصوصی مستقل در زمینهٔ طراحی و تولید بازی‌های ویدئویی می‌باشد. این شرکت در سال ۲۰۰۵ توسط ارز گورن و تاد هریس تأسیس شد و امروزه یکی از بزرگ‌ترین شرکت‌های تولید بازی‌های ویدئویی در جنوب شرقی ایالات متحده است.
بازی‌های های-رز استودیوز عبارت‌اند از: Global Agenda (شوتر دسته جمعی)، Tribes: Ascend (که توسط منتقدان تحسین شده)، اسمایت (سوم-شخص موبا) و پالادینز (شوتر قهرمانی). در سال ۲۰۱۲، های-رز استودیوز توسط مجلهٔ گیم دولوپر و گاماسوترا به عنوان یکی از ۳۰ شرکت برتر سازندهٔ بازی‌های ویدئویی شناخته شد.
های-رز صاحب اثر فعلی سری متال‌تک می‌باشد که شامل بازی‌های: Battledrome ,Earthsiege، سری Cyberstorm و سری Tribes می‌باشد.

## دربارهٔ شرکت
ارز گورن به همراه تاد هریس، های-رز استودیوز را تأسیس کردند. آنها طراحان باتجربه‌ای را از عناوین موفق دیگر مانند City of Heroes، الدر اسکورولز ۴: آبلیویئن و ندای وظیفه استخدام کردند. امروزه، های-رز استودیوز بیشتر از ۲۰۰ نفر کارمند در مرکز توسعهٔ بازی‌های ویدئویی خود در حومهٔ شهر آتلانتا در آلفارتا دارد که دست در دست شرکت ولو مشغول به کار می‌باشند.